# Batalla de Gaixian
La batalla de Gaixian fue una batalla china ocurrida en el año 202 a. C. que supuso el final de disputa Chu-Han, prolongada lucha entre los generales rivales Liu Bang y Xiang Yu por el dominio del país tras la caída de la dinastía Qin. Este enfrentamiento marcó uno de los puntos de inflexión más significativos de la historia de China, momento en el que la desunión y las luchas internas dieron paso a un orden imperial. La batalla resultó en victoria para las fuerzas Han encabezadas por Liu Bang, que posteriormente se convertiría en emperador de China, sobre sus oponentes Chu.

## Antecedentes

### Los contendientes
Poco después de la muerte del primer emperador, en el 210 a. C., el gobierno de la dinastía Qin se enfrentó a varias rebeliones. Finalmente, destacaron dos hombres entre los líderes rebeldes: Xiang Yu, descendiente de una línea hereditaria de generales del reino de Chu, que estaba en el valle de Yangtzé al mando de la fuerza militar más poderosa y contaba con la lealtad de la mayor parte del resto de los jefes; y Liu Bang, antiguo funcionario de la dinastía Qin de origen humilde que lideró las tropas que tomaron la capital, Xingyang (cerca de la actual Xian). Xian Yu asignó el reino a 18 líderes rebeldes, reservándose para sí la primera posición entre estos con el título de rey hegemónico de Chu occidental. Obligó a Liu Bang a evacuar la región y a trasladar sus fuerzas al sur, hacia el valle del río Han, donde el sería monarca del reino de Han. Meses más tarde, en el verano del año 206 a. C., Liu Yang aprovechó la distracción de su rival para recuperar el territorio de este en torno a Xingyang, comenzando así la guerra entre ambos líderes.

### La lucha Chu-Han
Después de asegurarse la región en alta en torno a Xianyang, Liu Bang se desplazó al este para disputarse con Xiang Yu el mandato de China norteña. Durante años, ambos bandos lucharon por el control de varias posiciones fortificadas en Xingyang, Cheng-gao y Gongxian, al sur del río Amarillo (actualmente en Henan). Mientras que Xiang Yu se centró en atacar de frente estas posiciones, Liu Bang envió al general Han Xin para derrotar a los aliados del rey hegemónico del norte del río Amarillo, además de sobornar a otro aliado Chu que tenía una posición clave en el valle del Yangtzé, y enviar a su propio aliado, Peng Ye, a hostigar las líneas de abastecimiento que se extendían hacia el este, llegando al campamento de Xiang Yu, en las actuales Jiangsu y Anhui. En otoño del 203 a. C., esta estrategia dejó a las fuerzas Chu debilitadas, abatidas y sin apenas provisiones. Por este motivo, Xiang Yu llegó a un acuerdo para dividir el imperio con su enemigo y se retiró al este, teniendo como capital Pengcheng.

## La batalla
Los consejeros de Liu Bang le convencieron de que rompiese el pacto y persiguiese el ejército de su rival. Después de que le tomasen la delantera en Guling, Xian Yu cargó sobre sus perseguidores y los envió a la defensiva, pero cuando las tropas lideradas por Han Xin, Peng Yu y otros aliados Han coincidieron en la zona, las fracciones contra los Chu rodearon a este ejército en la ciudad de Gaixian, aproximadamente a 32 kilómetros al este de Guzhen, Anhui. En ese lugar se enfrentaron 100.000 soldados Chu contra otros 300.000 Han.
Los Han se desplegaron en bloques, liderando Han Xin  el centro del primer escalón. La primera acometida del general Han fue rechazada, pero las divisiones de los flancos de la izquierda y de la derecha frenaron el contraataque Chu, de modo que Han tuvo que la oportunidad de regresar a su posición ofensiva y derrotar al ejército Chu. Recluido en el campamento de Gaixian, Xian Yu creyó que todo su reino había sido invadido al escuchar las canciones Chu desde las líneas Han. Desesperado, huyó hacia al sur con una escolta de 800 jinetes, pero fue acorralado en la orilla norte el Yangtzé, donde se quitó la vida cortándose el cuello.

## Consecuencias
La desaparición de Xiang Yu permitió a Liu Bang apoderarse del trono imperial y establecer su dinastía, la Han. A diferencia de Xiang Yu que defendió una confederación de reinos regionales autónomos, Liu Bang y sus herederos crearon un estado imperial centralizado. La dinastía Han se mantuvo hasta el año 220 d. C., y el sistema imperial chino hasta el 1912 d. C.